# 藤井佳代子
藤井 佳代子（1961年4月21日—）是日本神奈川縣出身的女性配音員及女演員。目前她是劇團青年座事務所旗下的聲優。

## 主要配音作品

### 動畫作品
1984年
- 重戰機（Pamela Piloledge）
- 咪姆（光男之母、由紀子）
- 福星小子

1985年
- 機動戰士Z GUNDAM（羅莎彌亞·巴坦姆）

1986年
- 青春動畫全集「學生時代」（澄子）
- 機動戰士GUNDAM ZZ（Emary Ounce）
- 太空三寶

1987年
- 搞怪拍檔「伊甸計畫」（劇場動畫）（秘書）
- 格林童話（白雪公主）
- 機甲戰記威龍（琳達·普拉托）

1988年
- 魔神英雄傳（聖龍妃）
- 鎧傳（迦遊羅之母）

1989年
- 獅虎獸神（八神冴子）
- 魔動王（巴士導遊）
- 機動戰士GUNDAM 0080：口袋裡的戰爭（OVA作品）

1990年
- 魔神英雄傳2（聖龍妃）
- 風中少女 金髮珍妮（琳達）

1993年
- 小婦人物語 南與喬老師（瑪麗安）

1994年
- 頑童歷險記（蘇菲亞）
- 七海的堤可（洋子·辛普森）

1995年
- 回憶三部曲「最臭兵器」（劇場動畫）（咲子）
- 羅密歐的藍天（潔西卡）

1996年
- 名偵探柯南（巽和美）
- 少年桑塔的大冒險

1997年
- 名偵探柯南：引爆摩天樓（劇場動畫）（中澤真那美）
- 中華一番! (提亞)
- 名偵探柯南（早瀨君江）

2000年
- 名偵探柯南（加那美咲）

2010年
- 海螺小姐（澄江）

2012年
- 來自新世界（木元）

### 電視劇作品
1991年
- 世界奇妙物語第2系列

1992
- 世界奇妙物語第3系列「冬之特別編」

2006年
- LADY～最后的犯罪画像～（鳴海亞美）

2013年
- 遺留搜查第三季（第3集）（汐見紀子）

### 遊戲作品
- 異世紀機器人大戰（琳達·普拉托）
- 最終幻想X（蓓露古米內）
- 超級機器人大戰系列（羅莎彌亞·巴坦姆、Emary Ounce）

### 外語作品日語配音
- 烈火雄心
- 聖女魔咒（帕蒂·哈里維爾）
- 大長今

## 外部連結
- 藤井佳代子在動畫新聞網百科全書中的資料（英文）